# Маслачак
Маслачак (Taraxacum officinale) биљна је врста из истоименог рода из породице Asteraceae. Расте у деловима умерене климе, на травњацима, поред пута, обалама и другим областима са влажним тлом. Други народни називи за ову врсту су и радич, попина погачица, жутиница, жућаник, жухо зеље, мљекача, млијечњак, милосавка, сметанка, попино гумно, италијанска салата, губица.

## Опис
Изглед биљке зависи од еколошких услова станишта. Корен је осовински, углавном негранат, достиже дужину око пола метра. На тај начин је ова биљка, захваљујући кореновом систему толерантна на различите услове средине. Стабло је усправно оријентисано, без листова, шупље, округло, висине око 20 cm и садржи по једну цваст. Листови су издужено ланцетасти, режњевити или не, груписани у лисну розету. Цветови су јарко жуте боје, језичасти, груписани у главичасту цваст, пречника до 5 cm. Биљка је двополна и фотосензитивна, односно цветови се затварају након заласка сунца или при облачном времену. Период цветања је од априла до октобра. Плод је скуп сивих, маљавих, једносемених ахенија са папусом (ципсела), које се лако расејавају ветром. Оглед са семеном закопаним на 20 cm у глиновиту иловачу показао је да је семе потпуно изгубило клијавост после 12 година; а у песковитој иловачи после 8 година. Цела биљка је богата млечним соком. Маслачак је дикотиледона биљка.

## Расејавање и размножавање
Опрашује се ветром и инсектима, док се размножавање обавља семеном.

## Хемијски састав и употреба
Позната је, осим по лековитости, као изузетно хранљива биљка богата витаминима Ц и А, органским киселинама, минералима (посебно калијумом, натријумом и магнезијумом). Пролећна салата прави се од сасвим младих листова који се беру пре цветања и ван насељеног подручја.
У народној медицини се користи за опште јачање организма и пролећно чишћење крви. Од њега се може справљати чај, сируп, мед или маслачково вино.
Корен маслачка има сложен хемијски састав. У млечном соку садржи хетерозиде, угљене хидрате и минерале, па се користи за лечење упале и камена жучне кесе, жутице, смањеног лучења мокраће, поремећаја у исхрани итд.
Стабло се користи у терапији дијабетеса.